# Fadogia verdcourtii
Fadogia verdcourtii là một loài thực vật có hoa trong họ Thiến thảo. Loài này được Tennant mô tả khoa học đầu tiên năm 1968.